# Thun-Hohenstein
Quella dei Thun-Hohenstein (o Thun und Hohenstein) è una nobile famiglia trentino-tirolese, che ottenne il titolo di conti dell'Impero nel 1629, dopo aver ricoperto importanti cariche amministrative e vescovili nel Sacro Romano Impero. A quell'epoca un ramo della famiglia si era trasferito in Boemia, intraprendendo una rapida ascesa all'ombra del potere imperiale degli Asburgo.
Nel 1629 ottenne il titolo comitale e nel 1911 un ramo boemo, quello di Tetschen an der Elbe, fu elevato al rango principesco.
La famiglia è originaria della Val di Non, in Trentino.

## Etimologia

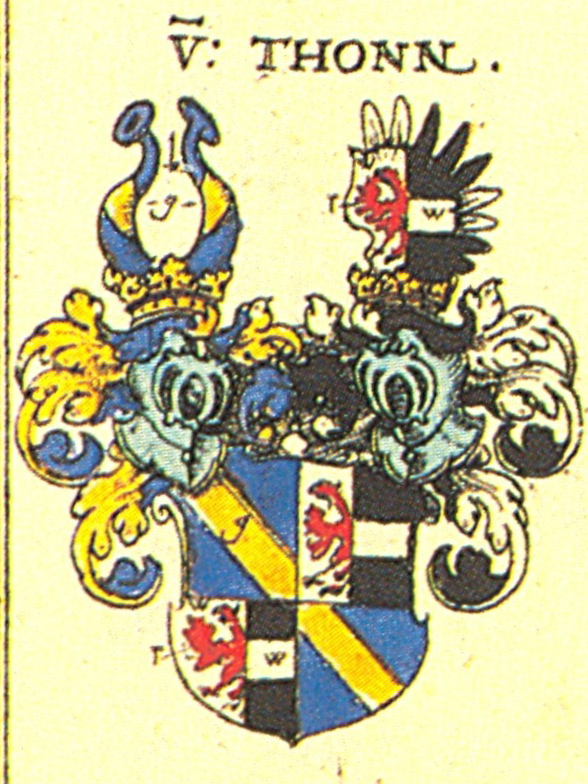
Stemma della famiglia disegnato da Johann Siebmacher nel 1605

Il cognome composito di Thun und Hohenstein viene derivato essenzialmente dalle antiche influenze germaniche dell'area alpina. Il cognome è noto sin dall'XI secolo, epoca dalla quale viene indicato in diversi modi, tra i quali Thunne, Tunnum, Tonnum, Tonno, Tono e Tunno.
Il cognome di Thun venne per la prima volta ufficializzato nel 1407, quando Simon von Thun ottenne di essere incluso nella matricola nobiliare tirolese e gli venne agganciato quello di Hohenstein dal nome della contea che la famiglia ottenne nel 1628.

## Storia

### Le origini

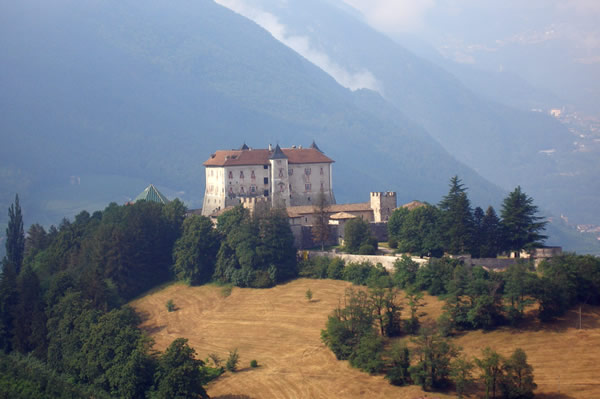
Castel Thun

Le origini del casato dei Thun und Hohenstein sono riconducibili per certo al XII secolo, anche se una certa tradizione locale vuole il loro nome associato a quello di san Vigilio, patrono di Trento, vissuto già nel IV secolo, soprattutto per i legami con i loro possedimenti in Val di Non.
La prima sede della famiglia si trovava a Castelletto, nell'area ove attualmente sono visibili i resti della chiesa di Santa Margherita, da dove la famiglia trasmigrò nel 1259 per passare al Castel Thun (all'epoca conosciuto con l'appellativo Belvesino), designato feudo.
Nel corso dei secoli e grazie a matrimoni attentamente studiati con i maggiori proprietari di zona, la famiglia Thun und Hohenstein riuscì ad accumulare una grande fortuna costituita anche da numerosi beni immobili e proprietà titolari.

### La nobilitazione
A partire dal XV secolo la famiglia aumentò considerevolmente i propri possedimenti espandendosi sul territorio. Dal 1469 alcuni membri della famiglia divennero sistematicamente "coppieri" del principe-vescovo di Trento e dal 1558 ottennero tale privilegio anche presso il vescovato di Bressanone. Nel 1530 la famiglia ottenne il titolo baronale dall'imperatore Carlo V d'Asburgo . Pur avendo formato diverse linee, sino al XVI secolo la famiglia riuscì sostanzialmente a mantenere inalterata la divisione del proprio patrimonio sino alla reggenza di Sigmund (1537-1597), il quale alla sua morte diede disposizione che i suoi beni venissero ripartiti tra i suoi tre figli maschi.
Nel 1628 la famiglia ottenne il titolo nobiliare comitale che dal 1629 venne associato al feudo di Hohenstein. Dal 1642, con la perdita dei propri possedimenti, l'infeudazione rimase comunque parte del cognome dei Thun und Hohenstein ma gli interessi della famiglia si concentrarono in Boemia, lasciando nel Tirolo un'altra linea che proseguì la casata nella terra nativa.

### La rilevanza nel Tirolo
Fu proprio la linea trentina che diede alla storia Guidobald von Thun und Hohenstein, principe-arcivescovo di Salisburgo che nel XVII secolo venne nominato cardinale. Questa facile ascesa della famiglia, ulteriormente avvantaggiata dalla presenza di una nobiltà locale alla guida delle istituzioni ecclesiastiche tra le maggiori di rilievo nell'area dell'Austria. Sempre questo ramo ebbe l'onore di annoverare un primo ministro dell'imperial casa austriaca e Galeazzo von Thun und Hohenstein fu gran maestro dell'Ordine di Malta.

## Possedimenti

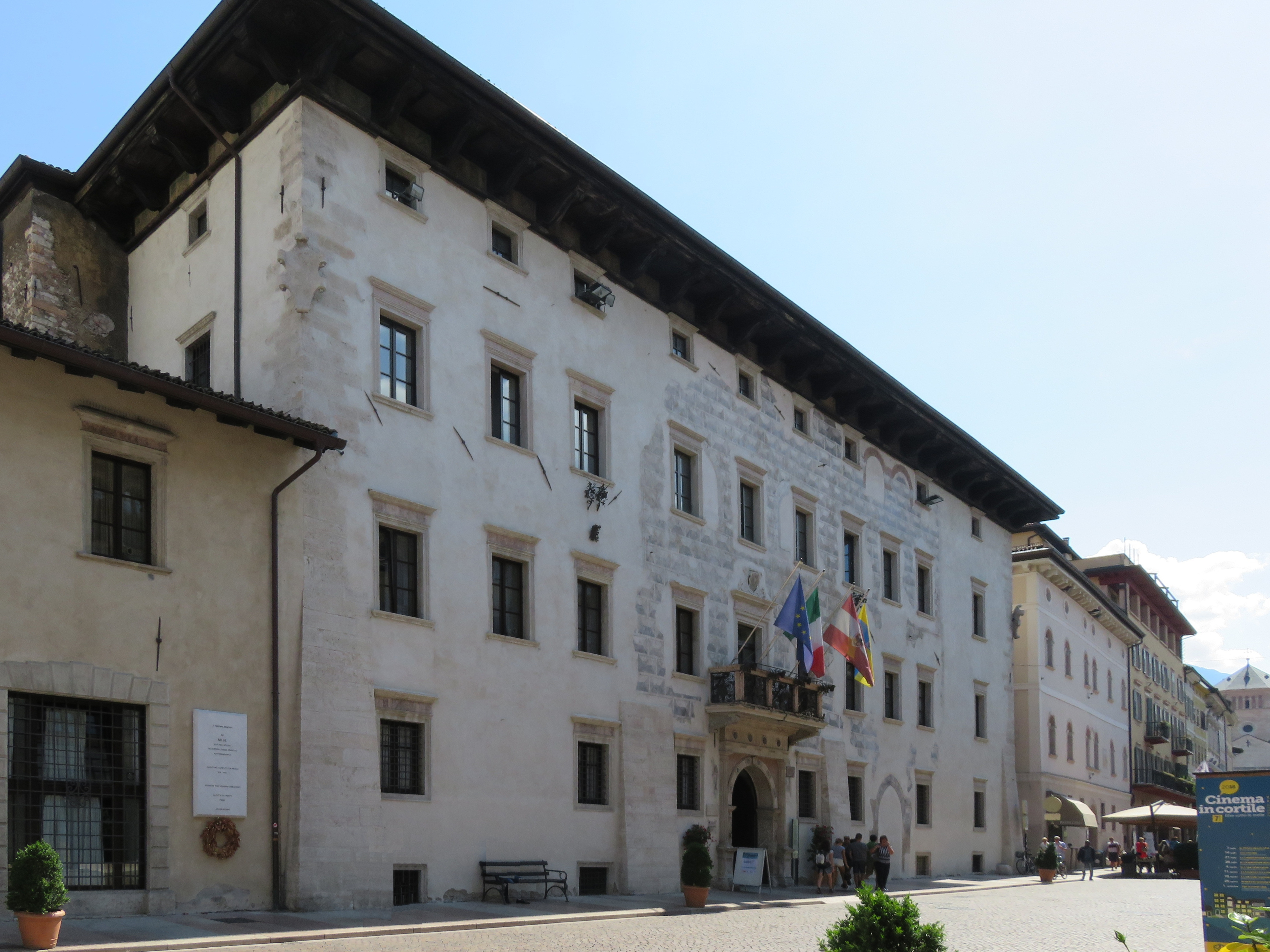
Palazzo Thun, Via Rodolfo Belenzani (Trento)

- Castelletto (dosso di S. Margherita)
- Torre di Visione, menzionata per la prima volta nel 1199 in un'infeudazione del principe vescovo Corrado di Beseno ad Alfredino, Manfredino di Ton e Luto di Marostica nella quale si permette l'edificazione di un castello sul dosso[2]
- Castel Thun, citato per la prima volta nel 1268 come "Castrum Belvesini", la cui fondazione dovrebbe essere legata a Enrico di Visione
- Castel San Pietro, costruito probabilmente da Simone I e Corrado Thun, fratelli di Guarimberto II, nella seconda metà del XIII secolo[3]
- Decime di Bordiana e Bozzana, acquistate da Guarimberto II e Corrado da Adalpreto di Mezzo (1277)[4]
- Castel Bragher con la giurisdizione su Tuenetto e il diritto di regolania su Coredo, Smarano, Sfruz (1437)[5]; Priò (1460)[5]; Dermulo (1471); Taio e Tres dalla famiglia Coredo-Bragher, prima per il matrimonio di Enrico, detto Rospazio, Thun con Faidia e poi per due successive vendite (1321-1322)[6]
- Rocca di Taio, compare soltanto in un documento del 1338 nel quale il principe vescovo Nicolò da Bruna la infeudò ai fratelli Simone II e Federico II Thun
- Decima di Termon, acquistata da Federico V da Jesche, figlio di Volcmaro di Burgstall (1363)
- Castel Valer, rilevato da Guarimberto III Thun (1385) e dopo la morte del figlio, Erasmo III, passò a Giovanni e Giorgio Spaur (1427)
- Castel Denno, residenza dei de Enno (investitura del 1387 da parte del principe vescovo Alberto di Ortenburg a Simeone IV, figlio di Pietro II Thun, residente a Castel Bragher)
- Castello di Altaguardia, dall'ultimo Altaguardia, Manlio, che lo vendette a Simeone IV (1407).[7] Il castello, in ruderi, fu ceduto al comune di Bresimo alla fine dell'Ottocento[8]
- Metà del castello di Cagnò, ceduto da Cristoforo figlio di Francesco di Cagnò assieme alle decime di Mazzanigo (Civezzano), Lanza, Corte Inferiore (Rumo) e Cagnò a Sigismondo Thun (1424)[9]
- Castel Belfort, la custodia del castello fu affidata ai Thun dopo la morte di Pietro Spaur (1429-1454)[10]
- Castello di Mostizzolo, affidato dal principe vescovo Georg Hack von Themeswald a Federico VI e Vigilio Thun (1447)
- Castel Zoccolo, affidato dal principe vescovo Georg Hack von Themeswald a Sigismondo Thun, assieme a una parte delle decime di Livo, Scanna, Varollo e Preghena (1447). Nella seconda metà del XIX secolo il maniero fu ceduto alla famiglia Rodegher
- Castel Caldes, donato da Prettele III di Caldes ai nipoti Simone V, Baldassarre II e Giacomo II Thun, figli di Sigismondo Thun e Orsola di Caldes (1464)
- Rocca di Samoclevo, dai Caldes (1464). La controllarono fino al 1613, quando si trasferirono a Castel Caldes. Alla fine dell’Ottocento i Thun la venderono agli abitanti del luogo che lo resero un grande maso
- Castel Placeri (Castel Rumo), inglobato dai Thun insieme agli altri possedimenti dei Caldes (1464)
- Castel Mocenigo, ereditato da Giacomo II Thun e i fratelli dallo zio materno Pretelino di Caldes (1469)
- Castelfondo (1471). Nell'Ottocento passò al ramo dei Thun di Castel Bragher che, nelle persone di Guidobaldo (1808-1865) e del figlio Galeazzo (1850-1931), lo restaurarono riportandolo all'antico splendore
- Giurisdizione su Rabbi (1492)[6]
- Castello di Sant'Ippolito
- Castello di Klösterle
- Rocca Valterna (San Giacomo (Caldes)), nelle mani dei Thun dalla seconda metà del XVI secolo, che lo venderono a Vigilio de Lorenzi di Cassana nel 1598
- Castel Vigna, edificato sul finire del XVI secolo per volontà di Giovanni Cipriano Thun di Castelfondo. Abitato fino al XVIII secolo, fu poi abbandonato, portando tutti gli arredi nelle residenze di Castelfondo e Castel Bragher
- Palazzo Assessorile, ceduto da Bernardo e Sigismondo Cles a Volfango Teodorico Thun (1622). Nel 1677 Francesco Augustino Thun vendette il palazzo alla comunità di Cles
- diritti su Masi di Vigo
- maniero Weißhaus a Bolzano (Aslago)
- numerosi palazzi a Praga e Vienna

## Genealogie

### Albero genealogico
|                                     |                                     |                                                        |                                                        |                      |                      |                           |                                                               |                                                               |                                       |                                       |                                     |                               |                                                  |                                                  |                                            |                                       |                                       |                                      |        |                                          |                                          |                             |          |         |                           |                                          |                                          |                 |                 |                                                      |                                                      |                                 |                                 |                                                           |                                                           |                               |                               |                                            |                                            |                 |                 |         |                                                 |                                                 |                                                |                                                |                                |                                               |                                               |                                              |                                      |                                                              |                                                              |                                        |                                                |                                                |                                       |                                |                                |                                 |                                 |                          |                          |                                  |                                  |                                  |                                  |          |          |
|                                     |                                     |                                                        |                                                        |                      |                      |                           |                                                               |                                                               |                                       |                                       |                                     |                               |                                                  |                                                  |                                            |                                       |                                       |                                      |        |                                          |                                          |                             |          |         | Bertoldo (doc. 1145-1155) |                                          |                                          |                 |                 |                                                      |                                                      |                                 |                                 |                                                           |                                                           |                               |                               |                                            |                                            |                 |                 |         |                                                 |                                                 |                                                |                                                |                                |                                               |                                               |                                              |                                      |                                                              |                                                              |                                        |                                                |                                                |                                       |                                |                                |                                 |                                 |                          |                          |                                  |                                  |                                  |                                  |          |          |
|                                     |                                     |                                                        |                                                        |                      |                      |                           |                                                               |                                                               |                                       |                                       |                                     |                               |                                                  |                                                  |                                            |                                       |                                       |                                      |        |                                          |                                          |                             |          |         |                           |                                          |                                          |                 |                 |                                                      |                                                      |                                 |                                 |                                                           |                                                           |                               |                               |                                            |                                            |                 |                 |         |                                                 |                                                 |                                                |                                                |                                |                                               |                                               |                                              |                                      |                                                              |                                                              |                                        |                                                |                                                |                                       |                                |                                |                                 |                                 |                          |                          |                                  |                                  |                                  |                                  |          |          |
|                                     |                                     |                                                        |                                                        |                      |                      |                           |                                                               |                                                               |                                       |                                       |                                     |                               |                                                  |                                                  |                                            |                                       |                                       |                                      |        |                                          |                                          |                             |          |         |                           |                                          |                                          |                 |                 |                                                      |                                                      |                                 |                                 |                                                           |                                                           |                               |                               |                                            |                                            |                 |                 |         |                                                 |                                                 |                                                |                                                |                                |                                               |                                               |                                              |                                      |                                                              |                                                              |                                        |                                                |                                                |                                       |                                |                                |                                 |                                 |                          |                          |                                  |                                  |                                  |                                  |          |          |
|                                     |                                     |                                                        | Albertino                                              | Albertino            |                      |                           |                                                               |                                                               |                                       |                                       |                                     |                               |                                                  |                                                  |                                            |                                       |                                       |                                      |        |                                          |                                          |                             |          |         |                           |                                          |                                          |                 |                 |                                                      |                                                      |                                 |                                 |                                                           |                                                           |                               |                               |                                            |                                            |                 |                 |         |                                                 |                                                 |                                                |                                                | Manfredino                     | Manfredino                                    |                                               |                                              |                                      |                                                              |                                                              |                                        |                                                |                                                |                                       |                                |                                |                                 |                                 |                          |                          |                                  |                                  |                                  |                                  |          |          |
|                                     |                                     |                                                        |                                                        |                      |                      |                           |                                                               |                                                               |                                       |                                       |                                     |                               |                                                  |                                                  |                                            |                                       |                                       |                                      |        |                                          |                                          |                             |          |         |                           |                                          |                                          |                 |                 |                                                      |                                                      |                                 |                                 |                                                           |                                                           |                               |                               |                                            |                                            |                 |                 |         |                                                 |                                                 |                                                |                                                |                                |                                               |                                               |                                              |                                      |                                                              |                                                              |                                        |                                                |                                                |                                       |                                |                                |                                 |                                 |                          |                          |                                  |                                  |                                  |                                  |          |          |
|                                     |                                     |                                                        |                                                        |                      |                      |                           |                                                               |                                                               |                                       |                                       |                                     |                               |                                                  |                                                  |                                            |                                       |                                       |                                      |        |                                          |                                          |                             |          |         |                           |                                          |                                          |                 |                 |                                                      |                                                      |                                 |                                 |                                                           |                                                           |                               |                               |                                            |                                            |                 |                 |         |                                                 |                                                 |                                                |                                                |                                |                                               |                                               |                                              |                                      |                                                              |                                                              |                                        |                                                |                                                |                                       |                                |                                |                                 |                                 |                          |                          |                                  |                                  |                                  |                                  |          |          |
|                                     |                                     |                                                        | ?                                                      | ?                    |                      |                           |                                                               |                                                               |                                       |                                       |                                     |                               |                                                  |                                                  |                                            |                                       |                                       |                                      |        |                                          |                                          |                             |          |         |                           |                                          |                                          |                 |                 |                                                      |                                                      |                                 |                                 |                                                           |                                                           |                               |                               |                                            |                                            |                 |                 |         |                                                 |                                                 |                                                | Guarimberto I (doc. 1205-1242)                 | Guarimberto I (doc. 1205-1242) | Federico (doc. 1228-1286)                     | Federico (doc. 1228-1286)                     |                                              |                                      |                                                              |                                                              |                                        |                                                |                                                |                                       |                                |                                |                                 |                                 |                          |                          |                                  |                                  |                                  |                                  |          |          |
|                                     |                                     |                                                        |                                                        |                      |                      |                           |                                                               |                                                               |                                       |                                       |                                     |                               |                                                  |                                                  |                                            |                                       |                                       |                                      |        |                                          |                                          |                             |          |         |                           |                                          |                                          |                 |                 |                                                      |                                                      |                                 |                                 |                                                           |                                                           |                               |                               |                                            |                                            |                 |                 |         |                                                 |                                                 |                                                |                                                |                                |                                               |                                               |                                              |                                      |                                                              |                                                              |                                        |                                                |                                                |                                       |                                |                                |                                 |                                 |                          |                          |                                  |                                  |                                  |                                  |          |          |
|                                     |                                     |                                                        |                                                        |                      |                      |                           |                                                               |                                                               |                                       |                                       |                                     |                               |                                                  |                                                  |                                            |                                       |                                       |                                      |        |                                          |                                          |                             |          |         |                           |                                          |                                          |                 |                 |                                                      |                                                      |                                 |                                 |                                                           |                                                           |                               |                               |                                            |                                            |                 |                 |         |                                                 |                                                 |                                                |                                                |                                |                                               |                                               |                                              |                                      |                                                              |                                                              |                                        |                                                |                                                |                                       |                                |                                |                                 |                                 |                          |                          |                                  |                                  |                                  |                                  |          |          |
|                                     |                                     |                                                        | Albertino II                                           | Albertino II         |                      |                           |                                                               |                                                               |                                       |                                       |                                     |                               |                                                  |                                                  |                                            |                                       |                                       |                                      |        |                                          |                                          |                             |          |         |                           |                                          |                                          |                 |                 |                                                      |                                                      | Enrico di Visione               | Enrico di Visione               |                                                           |                                                           |                               |                               |                                            |                                            |                 |                 |         |                                                 |                                                 |                                                |                                                |                                |                                               |                                               |                                              |                                      |                                                              |                                                              |                                        |                                                |                                                |                                       |                                |                                | Ulrico di Visione Sofia Firmian | Ulrico di Visione Sofia Firmian |                          |                          |                                  |                                  |                                  |                                  |          |          |
|                                     |                                     |                                                        |                                                        |                      |                      |                           |                                                               |                                                               |                                       |                                       |                                     |                               |                                                  |                                                  |                                            |                                       |                                       |                                      |        |                                          |                                          |                             |          |         |                           |                                          |                                          |                 |                 |                                                      |                                                      |                                 |                                 |                                                           |                                                           |                               |                               |                                            |                                            |                 |                 |         |                                                 |                                                 |                                                |                                                |                                |                                               |                                               |                                              |                                      |                                                              |                                                              |                                        |                                                |                                                |                                       |                                |                                |                                 |                                 |                          |                          |                                  |                                  |                                  |                                  |          |          |
|                                     |                                     |                                                        |                                                        |                      |                      |                           |                                                               |                                                               |                                       |                                       |                                     |                               |                                                  |                                                  |                                            |                                       |                                       |                                      |        |                                          |                                          |                             |          |         |                           |                                          |                                          |                 |                 |                                                      |                                                      |                                 |                                 |                                                           |                                                           |                               |                               |                                            |                                            |                 |                 |         |                                                 |                                                 |                                                |                                                |                                |                                               |                                               |                                              |                                      |                                                              |                                                              |                                        |                                                |                                                |                                       |                                |                                |                                 |                                 |                          |                          |                                  |                                  |                                  |                                  |          |          |
|                                     |                                     | Adelpreto (doc. 1268)                                  | Adelpreto (doc. 1268)                                  | Giordano (doc. 1286) | Giordano (doc. 1286) | Simone I (doc. 1267-1291) | Simone I (doc. 1267-1291)                                     |                                                               |                                       |                                       |                                     |                               |                                                  |                                                  |                                            |                                       |                                       |                                      |        |                                          |                                          |                             |          |         |                           |                                          |                                          |                 |                 |                                                      |                                                      | Guarimberto II (doc. 1267-1298) | Guarimberto II (doc. 1267-1298) |                                                           |                                                           |                               |                               |                                            |                                            |                 |                 |         |                                                 |                                                 |                                                |                                                |                                |                                               |                                               |                                              |                                      |                                                              |                                                              |                                        |                                                |                                                |                                       | Corrado (doc. 1276)            | Corrado (doc. 1276)            | Ottolino (doc. 1286-1311)       | Ottolino (doc. 1286-1311)       |                          |                          |                                  |                                  |                                  |                                  |          |          |
|                                     |                                     |                                                        |                                                        |                      |                      |                           |                                                               |                                                               |                                       |                                       |                                     |                               |                                                  |                                                  |                                            |                                       |                                       |                                      |        |                                          |                                          |                             |          |         |                           |                                          |                                          |                 |                 |                                                      |                                                      |                                 |                                 |                                                           |                                                           |                               |                               |                                            |                                            |                 |                 |         |                                                 |                                                 |                                                |                                                |                                |                                               |                                               |                                              |                                      |                                                              |                                                              |                                        |                                                |                                                |                                       |                                |                                |                                 |                                 |                          |                          |                                  |                                  |                                  |                                  |          |          |
|                                     |                                     |                                                        |                                                        |                      |                      |                           |                                                               |                                                               |                                       |                                       |                                     |                               |                                                  |                                                  |                                            |                                       |                                       |                                      |        |                                          |                                          |                             |          |         |                           |                                          |                                          |                 |                 |                                                      |                                                      |                                 |                                 |                                                           |                                                           |                               |                               |                                            |                                            |                 |                 |         |                                                 |                                                 |                                                |                                                |                                |                                               |                                               |                                              |                                      |                                                              |                                                              |                                        |                                                |                                                |                                       |                                |                                |                                 |                                 |                          |                          |                                  |                                  |                                  |                                  |          |          |
|                                     |                                     |                                                        |                                                        |                      | Giovanni             | Giovanni                  | Enrico Rospazio (doc. 1286-1316) Faidia Coredo-Bragher (1286) | Enrico Rospazio (doc. 1286-1316) Faidia Coredo-Bragher (1286) | Belvesino di Bragher (doc. 1300-1321) | Belvesino di Bragher (doc. 1300-1321) |                                     |                               | Concio II (doc. 1314-1327)                       | Concio II (doc. 1314-1327)                       |                                            | Simone II di Bragher (doc. 1307-1341) | Simone II di Bragher (doc. 1307-1341) |                                      |        |                                          |                                          |                             |          |         |                           |                                          |                                          |                 |                 |                                                      |                                                      |                                 |                                 | Bertoldo II (doc. 1303-1339)                              | Bertoldo II (doc. 1303-1339)                              |                               |                               |                                            |                                            |                 |                 |         |                                                 |                                                 |                                                |                                                |                                |                                               |                                               |                                              |                                      |                                                              | Federico II (doc. 1314-1338)                                 | Federico II (doc. 1314-1338)           | Nicolò (doc. 1307-1319)                        | Nicolò (doc. 1307-1319)                        | Pellegrino (doc. 1311)                | Pellegrino (doc. 1311)         | Corrado (doc. 1326)            | Corrado (doc. 1326)             |                                 |                          |                          |                                  |                                  |                                  |                                  |          |          |
|                                     |                                     |                                                        |                                                        |                      |                      |                           |                                                               |                                                               |                                       |                                       |                                     |                               |                                                  |                                                  |                                            |                                       |                                       |                                      |        |                                          |                                          |                             |          |         |                           |                                          |                                          |                 |                 |                                                      |                                                      |                                 |                                 |                                                           |                                                           |                               |                               |                                            |                                            |                 |                 |         |                                                 |                                                 |                                                |                                                |                                |                                               |                                               |                                              |                                      |                                                              |                                                              |                                        |                                                |                                                |                                       |                                |                                |                                 |                                 |                          |                          |                                  |                                  |                                  |                                  |          |          |
|                                     |                                     |                                                        |                                                        |                      |                      |                           |                                                               |                                                               |                                       |                                       |                                     |                               |                                                  |                                                  |                                            |                                       |                                       |                                      |        |                                          |                                          |                             |          |         |                           |                                          |                                          |                 |                 |                                                      |                                                      |                                 |                                 |                                                           |                                                           |                               |                               |                                            |                                            |                 |                 |         |                                                 |                                                 |                                                |                                                |                                |                                               |                                               |                                              |                                      |                                                              |                                                              |                                        |                                                |                                                |                                       |                                |                                |                                 |                                 |                          |                          |                                  |                                  |                                  |                                  |          |          |
|                                     |                                     |                                                        |                                                        |                      |                      |                           | Bertoldo III (doc. 1324-1328)                                 | Bertoldo III (doc. 1324-1328)                                 | Simone III (doc. 1325-1340)           | Simone III (doc. 1325-1340)           | Federico III (doc. 1324-1349)       | Federico III (doc. 1324-1349) | Federico IV (doc. 1332-1344)                     | Federico IV (doc. 1332-1344)                     |                                            | Pietro II (doc. 1342-1364)            | Pietro II (doc. 1342-1364)            |                                      |        |                                          |                                          |                             |          |         |                           |                                          |                                          |                 |                 |                                                      |                                                      |                                 |                                 |                                                           | Vigilio I (doc. 1363-1398)                                | Vigilio I (doc. 1363-1398)    | Trentina                      | Trentina                                   |                                            |                 |                 |         |                                                 |                                                 |                                                |                                                |                                |                                               |                                               | Federico V (Urizio) (doc. 1345-1374)         | Federico V (Urizio) (doc. 1345-1374) |                                                              |                                                              | Guarimberto III (doc. 1352-1391)       | Guarimberto III (doc. 1352-1391)               | Alberto I (doc. 1369)                          | Alberto I (doc. 1369)                 |                                |                                |                                 |                                 |                          |                          |                                  |                                  |                                  |                                  |          |          |
|                                     |                                     |                                                        |                                                        |                      |                      |                           |                                                               |                                                               |                                       |                                       |                                     |                               |                                                  |                                                  |                                            |                                       |                                       |                                      |        |                                          |                                          |                             |          |         |                           |                                          |                                          |                 |                 |                                                      |                                                      |                                 |                                 |                                                           |                                                           |                               |                               |                                            |                                            |                 |                 |         |                                                 |                                                 |                                                |                                                |                                |                                               |                                               |                                              |                                      |                                                              |                                                              |                                        |                                                |                                                |                                       |                                |                                |                                 |                                 |                          |                          |                                  |                                  |                                  |                                  |          |          |
|                                     |                                     |                                                        |                                                        |                      |                      |                           |                                                               |                                                               |                                       |                                       |                                     |                               |                                                  |                                                  |                                            |                                       |                                       |                                      |        |                                          |                                          |                             |          |         |                           |                                          |                                          |                 |                 |                                                      |                                                      |                                 |                                 |                                                           |                                                           |                               |                               |                                            |                                            |                 |                 |         |                                                 |                                                 |                                                |                                                |                                |                                               |                                               |                                              |                                      |                                                              |                                                              |                                        |                                                |                                                |                                       |                                |                                |                                 |                                 |                          |                          |                                  |                                  |                                  |                                  |          |          |
|                                     |                                     |                                                        |                                                        |                      |                      |                           |                                                               | Michele (doc. 1358)                                           | Michele (doc. 1358)                   | Belvesino Panzetta                    | Belvesino Panzetta                  |                               | Agata Enrico di Castel Valer                     | Agata Enrico di Castel Valer                     | Simone IV (doc. 1370-1416)                 | Simone IV (doc. 1370-1416)            | Lola Sanguerra di Castel Altaguardia  | Lola Sanguerra di Castel Altaguardia |        |                                          |                                          |                             |          |         |                           |                                          |                                          |                 |                 |                                                      |                                                      |                                 |                                 | Erasmo I (doc. 1418-1450)                                 | Erasmo I (doc. 1418-1450)                                 | Guglielmo (doc. 1418-1430)    | Guglielmo (doc. 1418-1430)    |                                            |                                            |                 |                 |         |                                                 |                                                 |                                                |                                                |                                |                                               | Erasmo II (doc. 1398)                         | Erasmo II (doc. 1398)                        | Brigitta (doc. 1395)                 | Brigitta (doc. 1395)                                         | Lucia Corrado di Castel Schlandersberg                       | Lucia Corrado di Castel Schlandersberg | Erasmo III (doc. 1394-1421) Spornella di Scena | Erasmo III (doc. 1394-1421) Spornella di Scena |                                       |                                |                                |                                 |                                 |                          |                          |                                  |                                  |                                  |                                  |          |          |
|                                     |                                     |                                                        |                                                        |                      |                      |                           |                                                               |                                                               |                                       |                                       |                                     |                               |                                                  |                                                  |                                            |                                       |                                       |                                      |        |                                          |                                          |                             |          |         |                           |                                          |                                          |                 |                 |                                                      |                                                      |                                 |                                 |                                                           |                                                           |                               |                               |                                            |                                            |                 |                 |         |                                                 |                                                 |                                                |                                                |                                |                                               |                                               |                                              |                                      |                                                              |                                                              |                                        |                                                |                                                |                                       |                                |                                |                                 |                                 |                          |                          |                                  |                                  |                                  |                                  |          |          |
|                                     |                                     |                                                        |                                                        |                      |                      |                           |                                                               |                                                               |                                       |                                       |                                     |                               |                                                  |                                                  |                                            |                                       |                                       |                                      |        |                                          |                                          |                             |          |         |                           |                                          |                                          |                 |                 |                                                      |                                                      |                                 |                                 |                                                           |                                                           |                               |                               |                                            |                                            |                 |                 |         |                                                 |                                                 |                                                |                                                |                                |                                               |                                               |                                              |                                      |                                                              |                                                              |                                        |                                                |                                                |                                       |                                |                                |                                 |                                 |                          |                          |                                  |                                  |                                  |                                  |          |          |
| Giacomo I (doc. 1402-1423)          | Giacomo I (doc. 1402-1423)          | Baldassarre I *1380 †1428 Anna Vetzer von Ochsenhausen | Baldassarre I *1380 †1428 Anna Vetzer von Ochsenhausen |                      |                      |                           |                                                               |                                                               |                                       |                                       |                                     |                               | Antonio I (doc. 1406) †1448 Dorotea von Gufidaun | Antonio I (doc. 1406) †1448 Dorotea von Gufidaun |                                            |                                       |                                       |                                      |        |                                          | Barbara Ulrico Khuen-Belasi              | Barbara Ulrico Khuen-Belasi |          |         |                           |                                          |                                          |                 |                 | Sigismondo I *1392 ca. †1467 Orsola di Caldes (1417) | Sigismondo I *1392 ca. †1467 Orsola di Caldes (1417) |                                 |                                 |                                                           |                                                           |                               |                               |                                            |                                            |                 |                 |         | Giovanni II (doc. 1409) †1432 Barbara von Anich | Giovanni II (doc. 1409) †1432 Barbara von Anich | Ulrico II (doc. 1421) †1454 Brigitta von Anich | Ulrico II (doc. 1421) †1454 Brigitta von Anich | Alberto II (doc. 1424-1425)    | Alberto II (doc. 1424-1425)                   | Michele II (doc. 1425) †1477 Caterina d'Arco  | Michele II (doc. 1425) †1477 Caterina d'Arco |                                      | Vigilio (doc. 1424-1450) Margherita Leifer di Castel Zoccolo | Vigilio (doc. 1424-1450) Margherita Leifer di Castel Zoccolo |                                        |                                                | Federico VI †1478 Petrissa di Malosco          | Federico VI †1478 Petrissa di Malosco | Agnese Erasmo von Groppenstein | Agnese Erasmo von Groppenstein | Spornella                       | Spornella                       | Barbara Sigismondo Spaur | Barbara Sigismondo Spaur | Anna Sigismondo Hal di Mayenburg | Anna Sigismondo Hal di Mayenburg | Margherita Matteo von Sparenberg | Margherita Matteo von Sparenberg | Caterina | Caterina |
|                                     |                                     |                                                        |                                                        |                      |                      |                           |                                                               |                                                               |                                       |                                       |                                     |                               |                                                  |                                                  |                                            |                                       |                                       |                                      |        |                                          |                                          |                             |          |         |                           |                                          |                                          |                 |                 |                                                      |                                                      |                                 |                                 |                                                           |                                                           |                               |                               |                                            |                                            |                 |                 |         |                                                 |                                                 |                                                |                                                |                                |                                               |                                               |                                              |                                      |                                                              |                                                              |                                        |                                                |                                                |                                       |                                |                                |                                 |                                 |                          |                          |                                  |                                  |                                  |                                  |          |          |
|                                     |                                     |                                                        |                                                        |                      |                      |                           |                                                               |                                                               |                                       |                                       |                                     |                               |                                                  |                                                  |                                            |                                       |                                       |                                      |        |                                          |                                          |                             |          |         |                           |                                          |                                          |                 |                 |                                                      |                                                      |                                 |                                 |                                                           |                                                           |                               |                               |                                            |                                            |                 |                 |         |                                                 |                                                 |                                                |                                                |                                |                                               |                                               |                                              |                                      |                                                              |                                                              |                                        |                                                |                                                |                                       |                                |                                |                                 |                                 |                          |                          |                                  |                                  |                                  |                                  |          |          |
| Maddalena Gioacchino junior Montani | Maddalena Gioacchino junior Montani | Barbara Guglielmo von Liechtenstein                    | Barbara Guglielmo von Liechtenstein                    | Baldassarre          | Baldassarre          | Caterina                  | Caterina                                                      | Giovanna                                                      | Giovanna                              | Margherita Francesco di Castellalto   | Margherita Francesco di Castellalto | Eva                           | Eva                                              | Barbara †1493 Bartolomeo von Liechtenstein       | Barbara †1493 Bartolomeo von Liechtenstein | Antonio                               | Antonio                               | Simone                               | Simone | Vittorio I *1445 †1487 Paola de Cavallis | Vittorio I *1445 †1487 Paola de Cavallis | Caterina                    | Caterina | Barbara | Barbara                   | Dorotea †1482 Happe Hagk von Tomannswald | Dorotea †1482 Happe Hagk von Tomannswald | Maddalena †1489 | Maddalena †1489 | Margherita †1492 Giorgio Cles                        | Margherita †1492 Giorgio Cles                        | Pietro                          | Pietro                          | Giacomo II di Samoclevo †1493 Caterina von Schlandersberg | Giacomo II di Samoclevo †1493 Caterina von Schlandersberg | Simone V †1505 Anna Lagolejse | Simone V †1505 Anna Lagolejse | Baldassarre II *1437 †1516 Filippa di Arco | Baldassarre II *1437 †1516 Filippa di Arco | Erasmo IV †1453 | Erasmo IV †1453 | Barbara | Barbara                                         | Dorotea                                         | Dorotea                                        | Veronica                                       | Veronica                       | Erasmo V (doc. 1477-1523) Maddalena von Anich | Erasmo V (doc. 1477-1523) Maddalena von Anich | Angela Giacomo di Caldes (1497)              | Angela Giacomo di Caldes (1497)      | Erasmo VI (doc. 1469)                                        | Erasmo VI (doc. 1469)                                        | Leonardo †1492                         | Leonardo †1492                                 | Giovanni III (doc. 1478-1492)                  | Giovanni III (doc. 1478-1492)         | Alberto (doc. 1478-1492)       | Alberto (doc. 1478-1492)       |                                 |                                 |                          |                          |                                  |                                  |                                  |                                  |          |          |

### Struttura del casato
|                               |                               |                              |                                   |                                   |                              |                                      |                                      |                      |
|                               |                               |                              | Thun                              |                                   |                              |                                      |                                      |                      |
|                               |                               |                              |                                   |                                   |                              |                                      |                                      |                      |
|                               |                               |                              |                                   |                                   |                              |                                      |                                      |                      |
|                               | Thun-Castel Thun              | Thun-Castel Thun             | Thun-Castel Caldes                | Thun-Castel Caldes                | Thun-Castel Brughier         | Thun-Castel Brughier                 |                                      |                      |
|                               |                               |                              |                                   |                                   |                              |                                      |                                      |                      |
|                               |                               |                              |                                   |                                   |                              |                                      |                                      |                      |
|                               | Thun und Hohenstein           | Thun und Hohenstein          | Thun und Hohenstein (linea boema) | Thun und Hohenstein (linea boema) | Thun und Hohenstein-Sardagna | Thun und Hohenstein-Sardagna         | Thun-Castel Croviana                 | Thun-Castel Croviana |
|                               |                               |                              |                                   |                                   |                              |                                      |                                      |                      |
|                               |                               |                              |                                   |                                   |                              |                                      |                                      |                      |
| Thun und Hohenstein-Klosterle | Thun und Hohenstein-Klosterle | Thun und Hohenstein-Tetschen | Thun und Hohenstein-Tetschen      | Thun und Hohenstein-Choltic       | Thun und Hohenstein-Choltic  | Thun und Hohenstein-Ronsperg-Benatek | Thun und Hohenstein-Ronsperg-Benatek |                      |

## Membri notabili

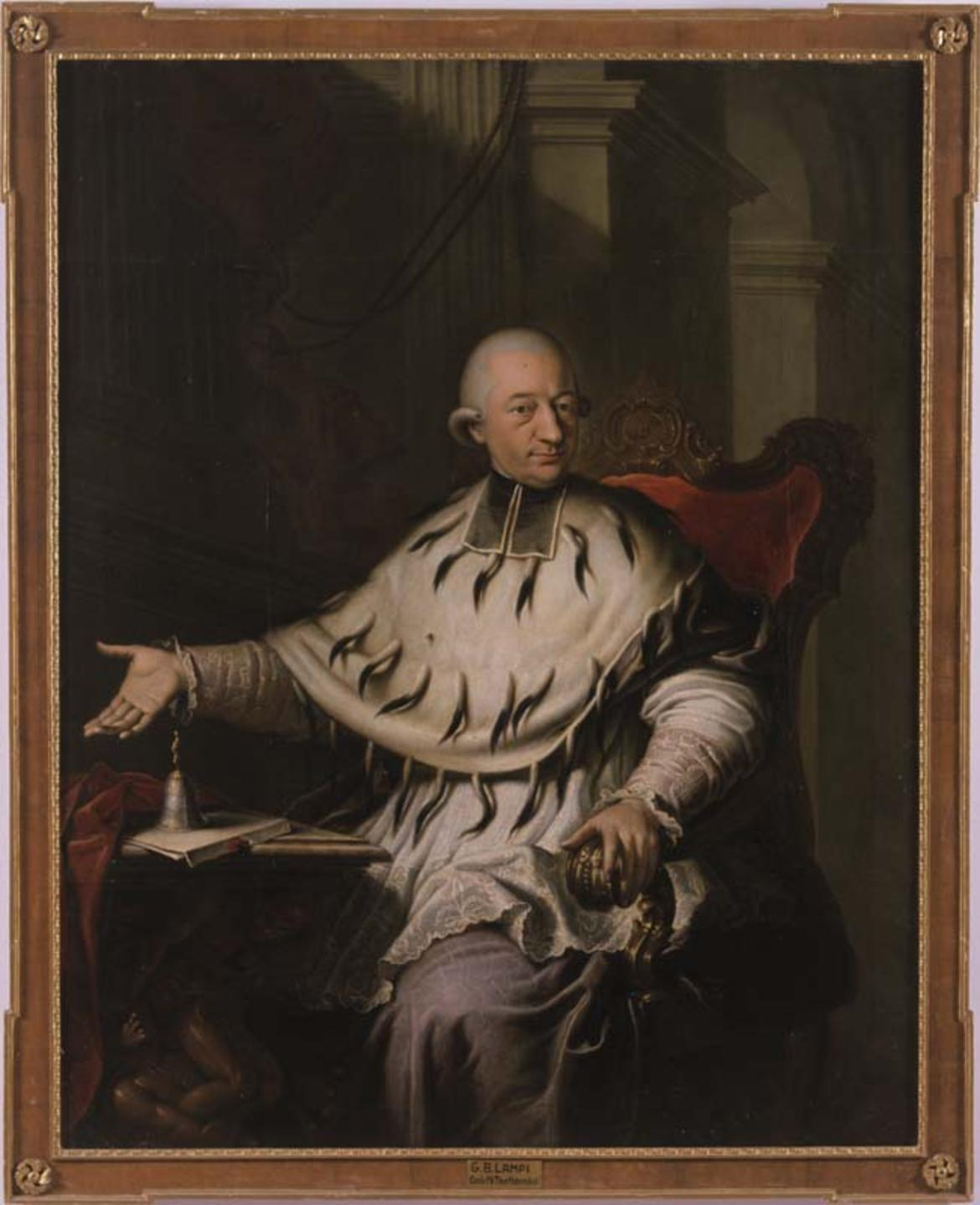
Giovanni Battista Lampi, Ritratto del principe vescovo di Trento Pietro Vigilio Thun, 1776, olio su tela, Castel Thun

Nella famiglia Thun Hohenstein si annoverano diverse personalità di rilievo:
- Guidobaldo Thun (1616-1668), cardinale e principe vescovo di Salisburgo (1654-1668);
- Sigismondo Alfonso Thun (1621-1677), principe vescovo di Bressanone (1663-1677) e di Trento (1668-1677);
- Wenzeslaus von Thun (1629-1673), vescovo di Passavia (1665-1673);
- Johann Ernst von Thun und Hohenstein (1643-1709), principe vescovo di Salisburgo (1687-1709);
- Eleonore Barbara von Thun Hohenstein (1661-1723), principessa consorte del Liechtenstein;
- Jakob Maximilian von Thun und Hohenstein (1681-1742), vescovo di Gurk (1709-1741);
- Domenico Antonio Thun (1686-1758), principe vescovo di Trento (1730-1758);
- Anna Maria del Liechtenstein (1699-1753), principessa consorte del Liechtenstein, figlia di Eleonora Barbara;
- Joseph Maria von Thun und Hohenstein (1713-1763), vescovo di Gurk (1742-1762) e vescovo di Passavia (1762-1763);
- Pietro Vigilio Thun (1724-1800), principe vescovo di Trento (1776-1800);
- Thomas Johann Kaspar von Thun-Hohenstein (1737-1796), vescovo di Passavia (1795-1796);
- Leopold Leonhard Raymund von Thun und Hohenstein (1748-1818), vescovo di Passavia (1797-1826);
- Emanuele Maria Thun (1763-1818), ultimo principe vescovo di Trento (1800-1803);
- Friedrich Franz von Thun e Hohenstein (1810-1881), diplomatico e nobile austriaco, padre di Franz von Thun und Hohenstein;
- Leopold Wolfgar Bernger Wratislaw Graf von Thun und Hohenstein (1811-1888), generale austriaco;
- Matteo II Thun (1812-1892), collezionista d'arte, mecenate e politico italiano;
- Franz von Thun Hohenstein (1826-1888), militare austriaco;
- Sigmund Ignaz von Thun und Hohenstein (1827-1890), politico austriaco;
- Franz von Thun und Hohenstein (1847-1916), Primo Ministro austriaco (1898-1899);
- Oswald Joseph von Thun und Hohenstein-Salm-Reifersscheidt (1849-1913), politico austriaco;
- Galeazzo von Thun und Hohenstein (1850-1931), Gran Maestro dell'Ordine di Malta;
- Roderich von Thun und Hohenstein (1908-1983), politico austriaco;
- Antonio Thun Hohenstein (1911-1944), militare boemo naturalizzato italiano, deceduto nel lager di Sandbostel;
- Giovanni Thun Hohenstein (1913-1938), militare italiano, Medaglia d'Oro al Valor Militare;
- Ferdinand Thun (1921-2022), diplomatico tedesco della Repubblica Democratica Tedesca;
- Matteo Thun (1952-), architetto e designer italiano;
- Róża Thun (1954-), politica polacca